# Thaumastochloa
Thaumastochloa es un género de plantas herbáceas de la familia de las gramíneas o poáceas.  Es originario del noreste de la India, el sudeste de Asia a Taiwán y Filipinas. 

## Etimología
El nombre del génereo deriva de las palabras griegas haumastov (maravilloso) y chloé (hierba). 

## Especies
- Thaumastochloa brassii
- Thaumastochloa chenii
- Thaumastochloa cochinchinensis
- Thaumastochloa constricta
- Thaumastochloa heteromorpha
- Thaumastochloa major
- Thaumastochloa monilifera
- Thaumastochloa monolifera
- Thaumastochloa pubescens
- Thaumastochloa rariflora
- Thaumastochloa rubra
- Thaumastochloa shimadana
- Thaumastochloa striata